# Aeródromo Municipal da Covilhã
Em 1946 aterrava o primeiro avião no Aeródromo Municipal da Covilhã, com o código IATA COV. Era o aeródromo que servia a região da Cova da Beira. Localizado a SE (Sudeste) da cidade da Covilhã, a dois quilómetros, e foi desativado e demolido em 2011 aquando da construção do Data Center PT Covilhã. Quando este ainda estava em operação, eram feitos voos para Bragança, Vila Real e Lisboa.

## Informações
- Pista certificada - Sim
- Localização - 2 km SE da Covilhã
- Distância por estrada a Covilhã - 5km
- Tel  -  275 336 086
- Fax -  275 323 785
- Responsável - C.M. Covilhã
- Director - Eng. Vitor Marques
- Morada - Aeródromo Municipal da Covilhã - 6200 Covilhã
- Horário - Diurno
- Manga de vento - Sim
- Luzes na pista - Sim
- Marcas na Pista - Sim
- Bar - Sim
- Restaurante - Sim
- Transportes - Taxi
- Combustíveis - Avgás.      Super e Oleo a 1 km
- Hangar - Sim
- Guarda - Sim